# Войцех Бем
Войцех Бем, гербу власного, (лат. Adalbertus Behm, пол. Wojciech Behm або Bem), (1717, Львів — ?, Львів) — львівський міщанин, член колегії сорока мужів (1753), лавник (1753—1766), міський райця (1766—1786) та бурмистр (1774, 1777, 1779).

## Життєпис
Рід Бемів походив зі Свідниці в Сілезії. Дід Войцеха Каспер Бем, сідляр (ремісник, що виготовляє сідла для коней), в 1694 перебрався зі Свідниці до Львова і прийняв міське громадянство. Батько Войцеха, Християн Бем, успадкував батькову професію сідляра, а в 1715 році був обраний до львівської колегії сорока мужів. Брат Войцех, Ігнатій Бем, був членом колегії сорока мужів (1763—1768) та лавником (1768—1787).

В 1766 році Войцех Бем обраний до міської ради, де залишався аж до габсбурзької реформи міського самоврядування в 1786 році, коли старе маґдебурзьке право було скасоване. Тричі обирався бурмистром. Був радником короля Станіслава Августа Понятовського, отримав шляхетство.

Дід Юзефа Бема, листопадового повстанця і  головнокомандувача військ угорського повстання 1848 року.

## Сім'я
В шлюбі з Йоанною Веніно, донькою львівського бурмистра Францішека Веніно, мав 9 дітей:
- Аґнєшка (нар. 1753)
- Якуб (нар. 1760 — пом.1841)
- Анджей (нар. 1765)
- Ян (нар. 1757)
- Людвиґа
- Зофія
- Францішка
- Ян (1759)
- Анджей (нар. 1768)